# Cheiloneurus banksi
Cheiloneurus banksi är en stekelart som först beskrevs av Howard 1898.  Cheiloneurus banksi ingår i släktet Cheiloneurus och familjen sköldlussteklar. Inga underarter finns listade i Catalogue of Life.